# شيموس باور
شيموس باور (بالإنجليزية: Séamus Power)‏ هو لاعب قذف أيرلندي، ولد في 24 أكتوبر 1929 في وترفورد في جمهورية أيرلندا، وتوفي في 25 يونيو 2016.